# میکائیل ولسکی
میکائیل ولسکی (انگلیسی: Mickaël Wolski؛ زادهٔ ۵ مارس ۱۹۷۹) بازیکن فوتبال است. از باشگاه‌هایی که در آن بازی کرده‌است می‌توان به باشگاه فوتبال استوک‌پورت کانتی اشاره کرد.